# Strymon ptorsas
Strymon ptorsas är en fjärilsart som beskrevs av Hufn. Strymon ptorsas ingår i släktet Strymon och familjen juvelvingar. Inga underarter finns listade i Catalogue of Life.